# Waterkrachtcentrale Karoen 4
De Waterkrachtcentrale Karoen 4 ligt in de Karoen, de grootste rivier in het zuidwesten van Iran. Er staan vier turbines opgesteld met een totaal vermogen van 1020 MW. Het is een grote waterkrachtcentrale en kwam eind 2010 in gebruik. De eigenaar is de Iran Water & Power Resources Development Company.

## Beschrijving
De Karoen is de grootste rivier van Iran en heeft over het gehele jaar een redelijk stabiel patroon met betrekking tot de afvoer van water. 
De dam ligt op zo’n 670 kilometer van de monding van de rivier in de Perzische Golf. De dam ligt in de bergen en de bodem van de rivier lag voor de bouw van de dam ongeveer 840 meter boven de zeespiegel. De dam is zo’n 440 meter lang en vanaf de basis gemeten ongeveer 230 meter hoog. In de dam zijn vier Francisturbines en generatoren opgesteld, elk met een vermogen van 255 MW. De eerste unit kwam in december 2010 in gebruik.
Het reservoir heeft een gemiddelde breedte van 500 meter. Het normale waterniveau van het stuwmeer ligt 1025 meter boven de zeespiegel en tot 996 meter kan water worden gebruikt voor de opwekking van elektriciteit. Het meer heeft een oppervlakte van 29 km². Er kan 2,2 km³ water worden vastgehouden. Hiervan kan de helft effectief gebruikt worden en de rest zit onder de inlaat van de turbines. Ingeval er in korte tijd veel water wordt aangevoerd en het water over de dam dreigt te stromen, dan is er een noodoverlaat waarover het teveel aan water snel en veilig kan worden afgevoerd.